# Anglachel
Anglachel (of Gurthang) is een zwaard dat zowel in het boek De Kinderen van Húrin als in de geschiedenis van Midden-aarde in het algemeen een grote rol speelt. Het zwaard is gemaakt van ijzer dat als een gloeiende ster uit de hemel was gevallen. Het zwaard is gemaakt door de smid Eöl, de Donkere Elf. Het enige zwaard in Midden-aarde dat zich met dit zwaard kan meten is het tweelingzwaard Anguirel, wat uit hetzelfde erts was gemaakt.

## Anglachel inDe Kinderen van Húrin

### In handen van Beleg
In De Kinderen van Húrin kiest Beleg Cúthalion het zwaard uit als zwaard om Túrin Turambar mee te zoeken. Melian merkte toen op dat het zwaard kwaad in zich had. Het hart van de smid was er nog in en hij had een duistere inborst. Het zwaard zou niet houden van de hand die het dient, noch zou het lang bij hem blijven. Beleg neemt toch het zwaard omdat het hem tot die tijd van dienst zou zijn.
Túrin sloot zich aan bij de vogelvrijen en na een lange tijd vond Beleg hem daar. Hij besloot in eerste instantie zich niet bij zijn groep aan te sluiten, maar kwam later terug om het wel te doen. Túrin zit dan al met zijn volgelingen op Amon Rûdh. Hier halen ze in eerste instantie overwinning op overwinning op de orks, maar Morgoth weet hun uiteindelijk te verslaan, nadat Mîm hun verraadt. Túrin wordt gevangengenomen en Beleg volgt de groep. Hij weet uiteindelijk bij hun groep te komen en hielp Túrin het kamp uit. Túrin slaapt dan nog en is te zwaar om te dragen. Met Anglachel wil Beleg buiten het kamp de boeien doorsnijden, zodat Túrin gewoon kan lopen. Hij verwondt hem hierbij in de voet. Túrin ontwaakt uit zijn slaap en denkt dat de orks hem weer willen folteren. Hij verzet zich, pakt een zwaard en steekt zijn vriend Beleg doodt. Dan bliksemt het en ziet hij wat hij gedaan had. Het zwaard bleek Anglachel.

### In handen van Túrin
Túrin neemt het zwaard mee. Het zwaard wordt voor hem omgesmolten waarna hij het Gurthang (Doodsijzer) noemt. Hierna wordt het een berucht zwaard onder orks en een beroemd zwaard onder mensen. Nadat Túrin met Anglachel Glaurung, de vader der draken, had gedood, meende zijn zus Nienor dat hij dood was, dit was niet zo, hij was slechts bewusteloos. Ze sprong zich te pletter bij Cabed-en-Aras (hertensprong, naar het verhaal dat ooit een hert die vluchtte voor een jager eroverheen sprong), die sindsdien Cabed Naeramarth, 'Sprong van het Afschuwelijke Lot' wordt genoemd. Nadat Túrin dit doorheeft en nadat hij hoort dat zijn moeder ook verdwenen is, rent hij weg en zegt hij tegen Anglachel dat hij alles is wat hij nog heeft. Hij vraagt of Anglachel hem wil doden, het zwaard antwoordt en vertelt hem dat hij dat zal doen om het bloed van Beleg te vergeten. Hierna wierp Túrin zich op de punt van Gurthang en stierf.